# Codice postale interno
Il codice postale interno (acronimo CPI) è il codice postale della Repubblica di San Marino.
Di seguito l'elenco dei codici di avviamento postale italiani assegnati alla Repubblica di San Marino:
- 47890 Città di San Marino (tutte le curazie del castello)
- 47891 Dogana (include le località di Falciano, Galazzano e Rovereta)
- 47892 Acquaviva (tutte le curazie del castello)
- 47893 Borgo Maggiore (tutte le curazie del castello)
- 47894 Chiesanuova (tutte le curazie del castello)
- 47895 Domagnano (tutte le curazie del castello)
- 47896 Faetano (tutte le curazie del castello)
- 47897 Fiorentino (tutte le curazie del castello)
- 47898 Montegiardino
- 47899 Serravalle (capoluogo e altre curazie a eccezione di Dogana, Falciano, Galazzano, Gualdicciolo e Rovereta)

Il codice postale interno è invece un codice utilizzato solo internamente alla Repubblica, costituito da una lettera e un numero: la lettera identifica la macroarea, solitamente relativa a un castello, e il numero la microarea, solitamente relativa a una zona di recapito: ad esempio Città di San Marino A-1, Città di San Marino A-2, Falciano E-6. Tale codifica, risalente a quando da parte dell'amministrazione italiana era assegnato un unico codice di avviamento postale all'intero territorio della Repubblica (47031), sebbene mai ufficialmente dismessa, è caduta in disuso con la differenziazione del CAP per ciascun ufficio postale.

## Sitografia
- Codici di Avviamento Postale San Marino